# Guvernoratul Al Minya
Guvernoratul Al Minya (în arabă المنيا) este o unitate administrativă de gradul I, situată  în  partea centrală a Egiptului. Reședința sa este orașul Al Minya.